# Un franco, 14 pesetas
Un franco, 14 pesetas es una película española dirigida y protagonizada por Carlos Iglesias, estrenada el 5 de mayo de 2006.
Tiene su continuación y segunda parte en 2 francos, 40 pesetas, estrenada el 28 de marzo de 2014.

## Sinopsis
En la década de 1960 los españoles Martín (Carlos Iglesias) y Marcos (Javier Gutiérrez) se trasladan a Suiza en busca de trabajo, dejando a sus familias en Madrid. Allí, mientras se adaptan al día a día del país alpino, conocen a dos mujeres con las que iniciarán un affair: Martín con Hanna (Isabel Blanco), la dueña del hotel, y Marcos con una trabajadora local. Todo cambia cuando las familias de ambos trabajadores llegan a Suiza.

## Argumento
Martín (Carlos Iglesias) y Marcos (Javier Gutiérrez) son dos amigos que en 1960 se ven obligados a viajar a Suiza, en Uzwil, en busca de trabajo, sin sus familias, que se quedan en Madrid. La vida es muy diferente en el país alpino y esto genera múltiples choques culturales.
Martín y Marcos inician una relación con la dueña de la pensión donde se hospedan, Hanna; y con una trabajadora del lugar respectivamente. Un día llegan de imprevisto la esposa e hijo de Martín, con motivo del cumpleaños de Martín. Este hecho pone fin a la relación de Martín y Hanna y la familia se traslada a una casa donde vivir independientemente. Empieza entonces el proceso de adaptación al país de esposa e hijo.
El padre de Martín se encuentra grave y Martín decide volver a España para despedirse de él, aunque cuando llega ya ha fallecido.
Cinco años después de la ruptura de la relación entre Martín y Hanna, este la busca para despedirse y decirle que se vuelve a España. Cuando está en casa de Hanna, observa que tiene una hija y un hijo; el hijo tiene rasgos germánicos, pero la hija es morena, y entiende que en realidad es hija de ambos, fruto de la relación amorosa que mantuvieron en secreto.
Finalmente, la familia regresa a España, pero se encuentran con que de nuevo tienen que hacer un gran esfuerzo de adaptación. La vida en otro país les ha hecho cambiar y ven con otros ojos el país que dejaron en su día.

## Producción y rodaje
La película se filmó en Madrid y en diversos lugares de Suiza.

## Premios
La película ganó en el Festival de Málaga de Cine Español el premio del público, el premio al mejor guionista novel y el premio a la mejor fotografía en el año 2006. También fue premiada como mejor película y mejor director durante la Semana de los Directores en el festival Fantasporto.
La película también ha sido nominada en diversas categorías en festivales nacionales (Premios Goya, Círculo de Escritores Cinematográficos y Festival de Málaga de Cine Español) e internacionales (Festival Internacional de Cine de Montreal).
- 2006: Premios Goya: Nominado Mejor Director Novel
- 2006: Festival de Málaga: Mejor guion novel, Premio del Público
- 2006: Festival de Montreal: Sección oficial largometrajes a concurso

## Comentarios
El argumento está basado en la historia real del director Carlos Iglesias. Su personaje en la película se identifica con su padre en la realidad. Fue la primera película del director, que fue nominado a los Premio Goya al mejor director novel.
Versión española, La 2, 24 de febrero de 2011, con motivo de la emisión de: Un Franco, 14 pesetas.